# اوربان هشتم
پاپ اوربان هشتم (به انگلیسی: Urban VIII) (پنج آوریل ۱۵۶۸–۲۹ ژوئیه ۱۶۴۴) یکی از پاپ‌های کلیسای کاتولیک رم بود که در فلورانس به دنیا آمد و از ۱۶۲۳ تا ۱۶۴۴ میلادی پاپ بود.